# Josep Brau
Josep Brau, fou un compositor del segle XVII de nacionalitat espanyola. La seva trajectòria és desconeguda, però es té constància d’una obra d’ell a la Biblioteca de Catalunya: O Domine Jesu Christe, un motet a 8 veus que, segons la seva portada, va ser mestre a Puigcerdà. Hi ha probabilitats de que al 1600 a la Catedral de la Seu d’Urgell hi va exercir com a organista.
Obres: O Domine Jesu Christe és una composició musical de Josep Brau. El motet de 8 veus es troba format pel Cor I (cantus primus, cantus secundus, Altus i Tenor) i el Cor II (Cantus, Altus, Tenor i Bass).

Lletra en llatí 1:
O Domine Iesu Christe,
adoro te in sepulchro positum,
myrrha et aromatibus conditum.
Deprecor te ut tua mors sit vita mea
Lletra traduïda a l'espanyol:
Oh Señor Jesucristo,
te adoro a ti que fuiste depositado en un sepulcro
y ungido con mirra y aromas.
Te suplico que tu muerte sea mi vida.